# Micmacs
Micmacs (franska: Micmacs à tire-larigot) är en fransk fantasy-komedi från 2009 i regi av Jean-Pierre Jeunet.

## Roller (urval)
- Dany Boon – Bazil
- André Dussollier – Nicolas Thibault de Fenouillet
- Nicolas Marié – François Marconi
- Jean-Pierre Marielle – Placard
- Yolande Moreau – Tambouille
- Julie Ferrier – La Môme Caoutchouc
- Omar Sy – Remington
- Dominique Pinon – Fracasse
- Michel Crémadès – Pierre
- Marie-Julie Baup – Calculette
- Urbain Cancelier – Marconis nattvakt